# Malpaís en vivo

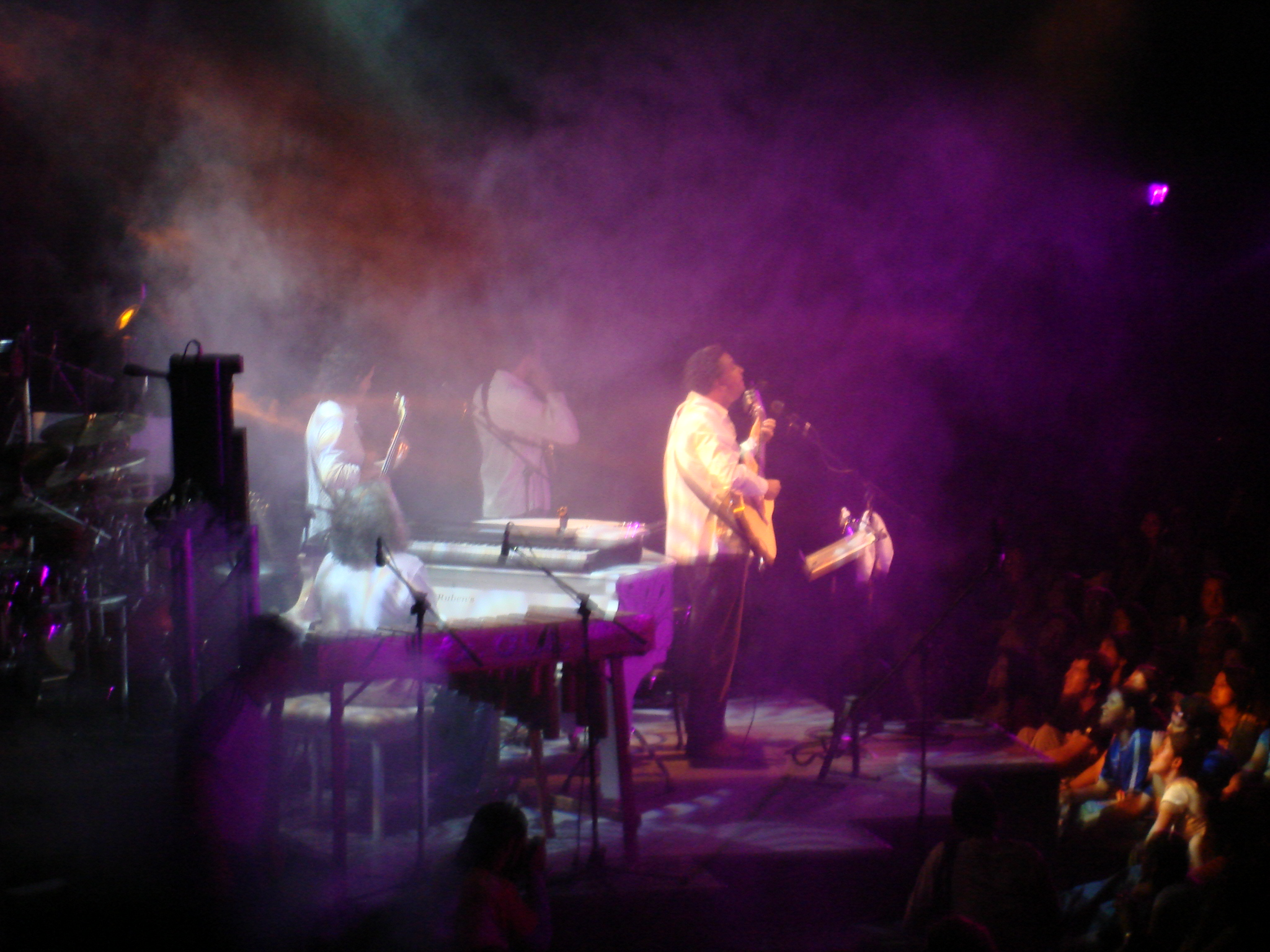
Malpais en concierto durante la grabación del disco Malpais En Vivo

## Lista de canciones
1. "Presagio"
2. "El bazar de Urías"
3. "Abril"
4. "Rosa de un día"
5. "Bolero yo"
6. "Muchacha y luna"
7. "Otro lugar"
8. "Es tan tarde ya"
9. "Historia de nadie"
10. "La vieja"
11. "Contramarea"
12. "Malpaís"
13. "Son inú"
14. "Como un pájaro"

- Datos: Q5375034